# Resident Evil 7: Biohazard
Resident Evil 7: Biohazard (estilitzat com RESIDENT EVII. biohazard), conegut al Japó com Biohazard 7: Resident Evil (estilitzat com BIOHA7ARD resident evil) (バ イ オ ハ ザ ー ド 7 レ ジ デ ン ト イ ー ビ ル, Baiohazādo 7 Rejidento Ībiru) és un videojoc en desenvolupament pertanyent al gènere de survival horror desenvolupat per l'empresa Capcom, programat per ser llançat el 24 de gener de 2017 per Microsoft Windows, PlayStation 4 i Xbox One, amb una versió de PlayStation 4 amb suport complet per al PlayStation VR. És l'onzè títol de la sèrie principal de Resident Evil, que a diferència dels altres jocs de la franquícia, és en primera persona.
Sent precedit per Resident Evil 6, el joc va ser confirmat per primera vegada en la Convenció E3 2016 després de diversos rumors. Més tard aquest mateix dia, una demo anomenada Resident Evil 7 Teaser: Beginning Hourva ser llançada en la PlayStation Store per als subscriptors de la PlayStation Plus que permet als jugadors controlar a un personatge en una demostració de realitat paranormal mentre explora una mansió-granja en un camp apartat dels Estats Units en un intent per escapar del lloc després que seus companys fossin assassinats per un ocupant desconegut. Capcom va revelar més tard que la demo és una experiència independent i no un segment del joc final. Els personatges i els escenaris no son part del joc com a tal, però el contingut serveix per demostrar la direcció que prendrà l'equip de desenvolupament.
Resident Evil 7 va rebre comparacions amb la demo P.T. de Silent Hills, el joc de terror cancel·lat de Konami, però Capcom va assenyalar que Resident Evil 7 va començar el seu desenvolupament abans que es mostrés la demo de P.T.

## Jugabilitat
El joc tindrà una perspectiva en primera persona. A diferència d'altres jocs del gènere, com Amnesia: The Dark Descent i Outlast, el jugador pot utilitzar armes i lluitar contra els enemics, però no hi haurà moltes opcions de armament. Els desenvolupadors van confirmar que altres elements populars de la sèrie com els trencaclosques, la gestió de recursos i les herbes curatives també estaran disponibles al títol. També es va confirmar que els Quick Time Event no estaran presents en el joc. A més, la versió PlayStation 4 inclou una mode per PlayStation VR, fent que el joc sigui completament jugable amb l'accessori, però la jugabilitat segueix sent la mateixa entre els dos modes.

## Història
Resident Evil 7 té lloc als Estats Units, a l'estat de Louisiana, i cronològicament després dels esdeveniments de Resident Evil 6 «en l'era moderna», i compta amb un nou personatge principal anomenat Ethan, que no té les habilitats de combat dels personatges protagonistes de les últimes entregues. Tot i que existeixen connexions amb la sèrie, cap personatge conegut tornarà aquesta distribució. L'entorn del joc es desenvolupa en una casa abandonada en una zona rural dels Estats Units, on Ethan s'ha d'enfrontar a la família Baker per recuperar la seva dona. El títol és el segon de la saga numèrica amb subtítol des Resident Evil 3: Nemesis, i el que per primera vegada conté els dos noms oficials de la sèrie: Resident Evil i Biohazard.

## Desenvolupament
Després del llançament de Resident Evil 6, el productor Masachika Kawata va assenyalar que en Capcom havia discussions internes sobre la direcció del següent capítol de la serie. Els directius van reconèixer que en l'última entrega del joc, que tenia atacs de bioterrorisme succeint a tot el món, havia canviat massa i per recuperar-ho, el cap de Kawata, Jun Takeuchi, va sol·licitar que la sèrie fos "retornada al seu nucli"; el terror. Els desenvolupadors es van adonar que l'ambient del joc havia de tornar al gènere original, utilitzant una perspectiva en primera persona per submergir els jugadors en l'ambient desitjat.
El desenvolupament va començar el 2014. El joc utilitza el nou motor RE que inclou eines de desenvolupament per a la realitat virtual. Capcom ja havia provat aquesta funció en l'Electronic Entertainment Expo 2015 permetent als jugadors jugar una demo no oficial anomenada KITCHEN, que va ser ben rebut. A Resident Evil 7, que estava en desenvolupament molt abans de la demo KITCHEN, els jugadors van poder avaluar com seria el motor RE i les seves capacitats de realitat virtual per al públic. Com pista per a la demostració en relació amb Resident Evil 7, el logotip KITCHEN tenia la lletra «T» dissenyada amb una lleugera diferència pel que es veia com un "7", però va passar desapercebut. Quatre mesos més tard, l'empresa va lliurar el seu informe anual, on la primera divisió de desenvolupament, apostava per la creació d'experiències en realitat virtual per al mercat. Això incloïa un nou motor gràfic així com el desenvolupament de nous videojocs per a les consoles de vuitena generació.
Després de l'anunci del joc durant la convenció E3, es va confirmar que Koshi Nakanishi (qui va dirigir Resident Evil: Revelations) seria el director de Resident Evil 7. L'equip de desenvolupament seria especialment assignat a les oficines de Capcom al Japó i comptaria amb un total 120 integrants. No obstant això, per primera vegada en la sèrie, l'escriptor nord-americà Richard Pearsey s'encarregaria d'escriure la història. Pearsey va redactar el guió d'altres videojocs coneguts com: les dues expansions de F.E.A.R. i adapto, juntament amb Walt Williams, la història de Spec Ops: The Line, basada en el llibre de Joseph Conrad 'El cor de les tenebres'. Nakanishi va dir que va jugar "tots els jocs d'horror en primera persona, com Outlast", i va decidir, en contrast amb ells, que el jugador tingui armes que pugui utilitzar per lluitar contra els enemics. Quan Resident Evil 7 va ser revelat, el desenvolupament ja estava a un 65% d'avanç.

## Requisits
El 22 de setembre de 2016, Capcom anuncia els requisits mínims i recomanats per a la versió de Resident Evil 7 en PC.
requisits mínims
Sistema operatiu: Windows 7, Windows 8 i Windows 10.
Processador: Intel Core i5-4460 2.70 GHz o AMD FX-6300 o superior
Memòria RAM: 8 GB
Targeta de vídeo: NVIDIA GeForce GTX 760 o superior; AMD Radeon R7 260X o superior
DirectX 11
requisits recomanats
Sistema operatiu: Windows 7, Windows 8 i Windows 10.
Processador: Intel Core i7 3770 3.4 GHz o AMD equivalent
Memòria RAM: 8 GB
Targeta Gràfica: Nvidia GeForce GTX 960 o AMD Radeon R9 280X o superior
DirectX: Versió 11

## Llançament
Beginning Hour
El 14 de juny de 2016, poc després que el joc fos anunciat, es va revelar una demo jugable anomenada Resident Evil 7 Teaser: Beginning Hour que va ser llançada en la PlayStation Store, exclusivament per als membres de PlayStation Plus.
El joc comença en una casa abandonada en ruïnes, a la qual se li dona un caràcter desconegut per tal d'escapar del lloc. Durant l'exploració, el jugador troba una cinta de vídeo VHS, que conté un enregistrament amb data de l'1 de juny de 2017. L'enregistrament va ser feta per un càmera anomenat Clancy Javis, que juntament amb el productor, Andre, i el presentador Pete, filmen un programa de televisió sobre el paranormal. Els homes entren a la mateixa casa abandonada per ser preses del seu programa. Durant el trajecte, Andre explica als seus televidents que la casa pertanyia a la família d'un forner, que va desaparèixer fa tres anys. També diu que hi va haver mals rumors sobre el seu fill, Lucas, que el descriuen com l'ovella negra de la família. Quan Andre desapareix, Clancy i Pete comencen a buscar-lo. Quan el troben assassinat de manera brutal, tots dos són atacats per un desconegut i acaba l'enregistrament. La demostració torna al present, on el personatge principal continua buscant la manera de sortir de la casa fins que és atacat per una persona que li diu "Benvingut a la família, fill!" i el deixa inconscient. Els detalls del final varien lleugerament en funció de l'ordre en el qual el jugador explora la casa i interactua amb els objectes. La part jugable de la demo comença i acaba amb escenes de cuina, en la qual Pete intenta alliberar Clancy però són brutalment atacats per una dona d'aparença monstruosa. A la demo es fa referència a la Corporació Umbrella. En una habitació secreta de la casa es pot apreciar una fotografia d'un helicòpter amb el logo de la compañia.
Capcom va revelar més tard que la demo és una experiència independent i no un segment de la versió final del videojoc, el qual tindrà un protagonista diferent, més varietat en els seus entorns i mecàniques addicionals, com ara el combat. Que també passa després de KITCHEN .
En qüestió de dies, la demo de Resident Evil 7 va esdevenir tot un èxit, sent la demo amb més de 2 milions de descàrregues de PlayStation Store.
No obstant això, al setembre de 2016 es va estrenar una actualització de la demo anomenada Versió Crepuscle, on es dona accés a certes àrees de la casa així com interactuar amb nous objectes i descobrir nous secrets.

## Recepció
Abans del seu llançament, Resident Evil 7 ha rebut certes critiques quant a la seva parentiu amb sagues com Silent Hills o Alien: Isolation quant a la seva jugabilitat i ambientació. No obstant això, el títol ha tingut bona acollida per part dels fanàtics i els mitjans, lloant l'atmosfera, l'exploració i els gràfics.